# مايكل أبركرومبي
مايكل أبركرومبي (بالإنجليزية: Michael Abercrombie)‏ (14 أغسطس 1912 - 28 مايو 1979) عَالِم بريطاني وبيولوجي, اختص في علم الاجنة وعلم الخلايا وهو عضو في الجمعية الملكية.
وهو زوج العالمة ميني أبركرومبي ونجل الشَاعِر لاسيلس أبركرمبي.